# Issam Lahyani
Issam Lahyani est un entraîneur tunisien de handball. 

## Carrière
Il est l'entraîneur des sélections nationales féminines des cadets et des juniors et l'adjoint de Paulo Pereira (en) au sein de l'encadrement de l'équipe nationale tunisienne.
Il est depuis juin 2017 à la tête de la sélection nationale, qu'il entraîne lors du championnat du monde 2017 en Allemagne.

## Palmarès
- Championnat d'Afrique 2014
- 24e place au championnat du monde 2017